# Mansempuy
Mansempuy é uma comuna francesa na região administrativa de Occitânia, no departamento de Gers. Estende-se por uma área de 6,33 km². Em 2010 a comuna tinha 87 habitantes (densidade: 13,7 hab./km²).